# Campana de Velilla

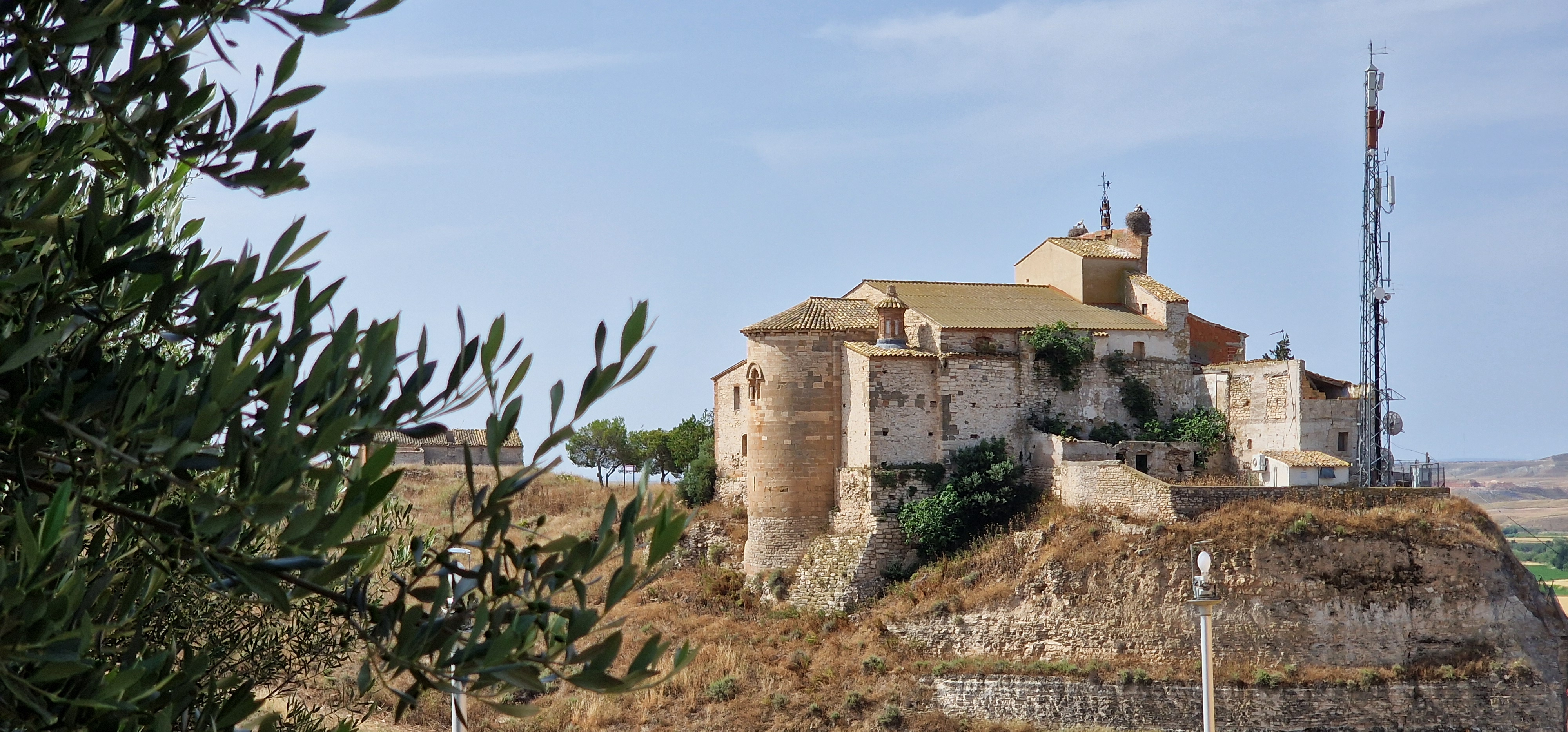
Ermita de San Nicolás de Bari

En el escudo de Velilla todavía aparece la Campana como símbolo del pueblo

La Campana de Velilla se refiere a una campana real que existió en la ermita de San Nicolás de Bari de Velilla de Ebro y que tenía la propiedad de sonar por sí sola anunciando desgracias, sin ninguna mano humana que la tocase. Era pues una campana agorera. En alguna ocasión, el sonar de la campana fue recogido los notarios locales.

## Leyenda
Según la leyenda, la campana había llegado por el mar Mediterráneo flotando hasta la costa levantina, donde se había visto primera vez en las costas de Tortosa. Subió por el Ebro a contracorriente, aguas hacia arriba, con dos velas encendidas encima, parándose en Velilla, donde los habitantes se convencieron de que estaba destinada para ellos. Bajaron al río a recibirla, pero cuando alguien trataba de sacarla del agua, no la podían asir, porque cada vez se hundía en el Ebro. Finalmente, se decidió que dos muchachas vírgenes del pueblo tratasen de sacarla y cuando sus dedos tocaron la campana, esta salió del agua por sí sola. Entonces los vilillenses la trasladaron al campanario de la ermita.
Las veces que ha sonado por sí sola, según la leyenda o los notarios, han sido: 
- en 711, justo antes de la invasión musulmana de la península ibérica;
- en 1435 en la Batalla de Ponza, la mayor derrota naval de la Corona de Aragón, donde el rey Alfonso V y sus hermanos fueron capturados por los genoveses, aunque después avisó de nuevo cuando Alfonso V fue liberado.
- con motivo de las muertes de
  - Pedro de Arbués, inquisidor general de Aragón, asesinado en la Catedral del Salvador de Zaragoza, en 1435;[2]
  - el rey Fernando el Católico en 1516;[2]
  - la emperatriz Isabel de Portugal, esposa de Carlos I, en 1539;
  - el rey Carlos I en 1558 y
  - el rey Sebastián I de Portugal en 1578.
- en 1527, con motivo del Saco de Roma.

El último toque fue en 1686.

## Recepción
La gente del pueblo tomaban trozos de bronce de la campana como protección y poco a poco se estropeó. La refundieron a mitad del siglo XIX para forjar otra nueva y no ha vuelto a sonar por sí sola desde entonces.
El mismo Baltasar Gracián la vio sonar sola el 29 de abril de 1646 y escribió una carta a su mecenas, el oscense Vicencio de Lastanosa que decía: 

Esta campana de Velilla ha ocho días que tañe poco o mucho cada día: nos tiene espantados. Van muchos a verla
Baltasar Gracián

Han escrito también sobre esta leyenda Quevedo, fray Hortensio Félix Paravicino y el Padre Feijoo, que negaron la credibilidad del prodigio.
Todavía hoy el escudo del pueblo de Velilla de Ebro lleva una campana de plata sobre un campo rojo en recuerdo de la leyenda.